# Hammâd le Transmetteur
Hammâd al-Râwiya, le « Transmetteur », (arabe : حماد الراوية) est un « grand transmetteur » de Kufa, né en 694 ou en 714 et mort sous le califat d'al-Mansur (754-775), d'origine Daylamite. Admiré par Abû Amr Ibn al-Alâ', fondateur de l'école de Basra, il fut dénigré par son rival de Kufa, al-Mufaddal Ibn Muhammad al-Dabbî, et renié par les générations suivantes de philologues arabes.